# Enzo Escobar
Sergio Enzo Escobar Olivares (Limache, 10 november 1951) is een voormalig profvoetballer uit Chili, die gedurende zijn carrière speelde als centrale verdediger.

## Clubcarrière
Escobar speelde zijn gehele carrière in zijn vaderland Chili. Met Unión Española won hij tweemaal de Chileens landstitel (1975, 1977), met Cobreloa was hij drie keer (1980, 1982, 1985) de beste in de hoogste afdeling van het Chileense voetbal.

## Interlandcarrière
Escobar speelde in totaal 26 officiële interlands voor Chili in de periode 1976-1982. Hij maakte zijn debuut op 6 oktober 1976 in een vriendschappelijke interland tegen Uruguay (0-0), net als Gustavo Moscoso, Mario Salinas, Nelson Sanhueza en Miguel Ángel Neira. Hij nam met Chili onder meer deel aan de WK-eindronde in 1982 en aan één editie van de strijd om de Copa América: 1979.

## Erelijst
Unión Española
- Primera División

1975, 1977
 Cobreloa
- Primera División

1980, 1982, 1985
- Copa Chile

1986